# MónNatura Pirineus
MónNatura Pirineus, inaugurat l'any 2002 amb projecte de Francesc Rius i Camps, és un equipament de la Fundació Catalunya-La Pedrera que ofereix estades i activitats adreçades a tota mena de públic amb una missió molt clara: sensibilitzar a la societat vers el desenvolupament sostenible i la conservació de la natura i el paisatge mitjançant activitats d'educació ambiental.
Ubicat en el bonic paratge de les Valls d'Àneu, al Pallars Sobirà, MónNatura Pirineus és un centre que disposa d'unes instal·lacions úniques als Pirineus que permeten al visitant fer vida a l'alta muntanya i descobrir els seus atractius, valorant la cultura de la sostenibilitat i oferint la identificació i el respecte pels diferents elements que configuren el paisatge.

## Situació geogràfica
MónNatura Pirineus ocupa una zona centreoccidental dins de l'alta conca de la Noguera Pallaresa, en ple Pirineu central (Valls d'Àneu - Pallars Sobirà). Les diferències altitudinals properes varien notablement i delimiten dues àrees fisiogràfiques:
- Una zona d'alta muntanya al voltant del massís de lo Tésol - serra de lo Pago (lo Tésol, 2.701 m; roca Blanca, 2.693 m; pic del Pinetó, 2.648 m) que s'aixeca com un bloc abrupte i domina uns 600 metres els relleus veïns, per sobre dels plans de les Cabanyeres, Campolado, les Estanyeres i prats de Palomera. És el domini de les formes estructurals, les restes de superfícies d'erosió preglacial i dels circs glacials excavats al vessant est de lo Tésol.
- Una zona de muntanya mitjana organitzada a partir d'amplis serrats que en direcció NE-E es desprenen del massís de lo Tésol i corren, amb altitud just per sobre dels 2.000 metres, en direcció a la cubeta d'Esterri d'Àneu (Castell Renau, 2.000 m; serrats de Sarroca i Mercuris; estreps del pic de Quartiules, 2.228 m). Emmarcats per aquests serrats, es troben a les fondalades la vall de la Bonaigua, l'àmplia i penjada vall de Son i el barranc d'Arrose. Aquí el paisatge està pautat per la disposició estructural de les valls E-W en «vessants asimètrics» accentuats per un modelatge periglacial antic (coetani amb el glacialisme) i postglacial i per les grans formes d'acumulació glacial que omplen les valls.

## Patrimoni biològic
Vegetació
MónNatura Pirineus està ubicat en l'estatge montà, als vessants amb un cert pendent, està ocupat per extenses pinedes de pi roig, sobretot a les obagues. Als vessants solells, on la reconstitució del bosc és més lenta i difícil, hi trobem també bedollars secundaris, balegars i pastures. Les àrees més planes s'havien destinat gairebé exclusivament, fins fa pocs anys, als prats de dall. Actualment, encara se'n conserven d'extensos, tot i que als indrets més abandonats s'han anat transformant en avellanoses, pastures mesòfiles i herbassars higròfils.
Fauna
Al llarg del territori hi podem trobar part de la fauna representativa del Pirineu, darrerament amb gran presència i augment poblacional dels tres cèrvids. Cabirol (Capreolus capreolus), daina (Dama dama), cérvol (Cervus elaphus), nombroses espècies de rosegadors, senglar (Sus scrofa), llebre (Lepus europaeus), guineu (Vulpes vulpes) entre altres mamífers com l'amagadissa rata almesquera (Galemys pirenaicus). L'avifauna està representada per espècies característiques de les zones obertes i boscanes de l'alta muntanya, no és d'estranyar observar des de necròfags com el trencalòs (Gypaetus barbatus) i voltors (Gyps fulvus) fins a pícids i fringíl·lids. Entre els amfibis caldria destacar la presència en zones de mollera de la granota roja (Rana temporaria).
Àmbit de protecció
Les zones properes a MónNatura Pirineus estan ubicades dins de la zona perifèrica de protecció del Parc Nacional d'Aigüestortes i Estany de Sant Maurici.

## Geologia
MónNatura Pirineus està situat a la Zona Axial pirinenca. Els materials que hi afloren constitueixen dos grans conjunts: el substrat, format per roques paleozoiques d'edats compreses entre el Cambroordovicià i el Devonià, i els dipòsits de recobriment del Plistocè i l'Holocè (quaternaris). Pel que fa als materials paleozoics, es descriuen els episodis deformatius i metamòrfics relacionats amb l'orogènia herciniana i les estructures alpines que s'hi superposen. Pel que fa a les èpoques més recents, Plistocè i Holocè, s'incideix en els processos i els ambients sedimentaris relacionats amb el glacialisme i en tots aquells posteriors, els que han actuat durant els darrers 10.000 anys, bona part dels quals encara són funcionals; així s'estableix un vincle entre la constitució geològica del territori i la geodinàmica actual.

## Turisme
Senderisme
MónNatura Pirineus és un enclavament perfecte per desenvolupar qualsevol itinerari, planer, de mitja muntanya o alta muntanya, l'entorn permet una gran diversitat d'excursions adaptades a qualsevol públic. Amb famílies es pot desenvolupar un itinerari circular (no senyalitzat), pujar fins als Coms de Jou i el Coll de Fogueruix (senyalitzat), ascendir al cim culminant del Tésol o realitzar un itinerari circular per la Mata de València.
BTT
Des de MónNatura Pirineus surt una pista forestal apta per practicar BTT dins de la xarxa de circuits de l'Alt Àneu, propera també a una de les clàssiques d'àmbit nacional com és la “Pedals de Foc”.
Allotjaments
MónNatura Pirineus té un equipament per l'educació ambiental, amb servei d'hostalatge, i des d'on es poden dur a terme activitats relacionades amb el medi. A Son hi trobem Casa Masover; i ubicat en un indret excels d'alta muntanya el refugi del Pla de la Font, camp base de nombroses ascensions i travesses pel Parc Nacional.